# أندرو جاي ناثان
أندرو جاي ناثان (بالإنجليزية: Andrew James Nathan) هو عالم سياسة أمريكي، ولد في 3 أبريل 1943 في نيويورك في الولايات المتحدة.